# Район 9 (Хошимин)
Район 9 (вьет. Quận 9) — бывший городской район Хошимина (Вьетнам). На 2010 год в районе проживало 263 486 человек, площадь составляла 114 км².
9 декабря 2020 года, с одобрением национального собрания, Район 9 был объединен с Районом 2 и районом Тхудык для образования города Тхудык.

## Географическое положение
Район 9 граничил с провинцией Донгнай на востоке, провинцией Биньзыонг на западе, Районом 2 на юге и районом Тхудык на западе.

## Администрация
Район 9 состоял из 13 кварталов:
- Фыоклонг А
- Фыоклонг B
- Тангнхонфу А
- Тангнхонфу Б
- Лонгчыонг
- Чыонгтхань
- Фыокбинь
- Танфу
- Хьепфу
- Лонгтханьми
- Лонгбинь
- Лонгфыок
- Фухыу

## Образование
Французский международный лицей Маргерит Дюрас — французская международная школа, расположенная в Лонгбине.